# Andrei Gretxkó
Andrei Antonòvitx Gretxkó (rus:Андре́й Анто́нович Гречко́, 17 d'octubre de 1903 – 26 d'abril de 1976) va ser un oficial soviètic, amb rang de Mariscal de la Unió Soviètica, que serví com a Ministre de Defensa entre 1967 i 1976. Va rebre en dues ocasions el títol d'Heroi de la Unió Soviètica.

## Biografia
Nascut a un petit poble prop de Rostov del Don, fill d'una família camperola ucraïnesa, s'enrolà a l'Exèrcit Roig el 1919, on va formar part de la llegendària Cavalleria de Budionni. Després de la Guerra Civil Russa, Gretxkó va inscriure's a la 6a Acadèmia de Cavalleria, a la ciutat de Taganrog, d'on es graduà el 1926. S'afilià al Partit Comunista el 1928, i es graduà de l'Acadèmia Militar Frunze el 1936. Seguidament estudià a l'Acadèmia General d'Estat Major, d'on es graduà el 1941, setmanes abans de l'inici de l'operació Barbarroja.
El primer comandament de Gretxkó durant la Gran Guerra Patriòtica va ser la 34a Divisió de Cavalleria, que es destacà lluitant a Krementxug (prop de Kíev). El 15 de gener de 1942, Gretxkó va ser nomenat comandant del V Cos de Cavalleria; després, entre el 15 d'abril de 1942 i el 16 d'octubre de 1943 comandà els exèrcits 12è, 47è, 18è i 56è, tots ells part del Front del Caucas Nord.
A l'octubre de 1943, Gretxkó va ser nomenat adjunt al comandant en cap del 1r Front d'Ucraïna; i el 14 de desembre de 1943 va ser nomenat comandant del 1r Exèrcit de la Guàrdia, càrrec que ostentaria fins al final de la guerra. El 1r Exèrcit de la Guàrdia formà part del 4t Front d'Ucraïna, comandat pel Coronel General Ivan Petrov, participà predominantment a Hongria i a Àustria.
Després de la guerra, Gretxló va ser comandant en cap del Districte Militar de Kíev fins al 1953. Entre 1953 i 1957 comandà el Grup de Forces Soviètiques a Alemanya Oriental. L'11 de març de 1955, juntament amb 5 altres col·legues d'alt rang, els quals havien tingut un alt reconeixement durant la Segona Guerra Mundial, van ser promoguts al rang de Mariscal de la Unió Soviètica. Entre 1957 i 1960, Gretxkó va ser nomenat Comandant en Cap de les Forces de Terra Soviètiques i entre 1960 i 1967, Comandant en Cap de les Forces del Pacte de Varsòvia. El 12 d'abril de 1967 va ser nomenat Ministre de Defensa de la Unió Soviètica, rellevant al Mariscal Malinovski, servint-hi fins a la seva mort el 1976. Durant la dècada de 1970 presidí la comissió editorial que publicà la història oficial soviètica de la Segona Guerra Mundial.
Gretxkó va ser un actiu membre del Partit Comunista, sent membre del Politburó. Com a Ministre de Defensa modernitzà les Forces Armades Soviètiques i va ser en gran manera responsable del manteniment de la força de l'estat soviètic. L'urna que conté les seves cendres està enterrada a la Necròpoli de la Muralla del Kremlin.

## Condecoracions
- Heroi de la Unió Soviètica (2)
- Orde de Lenin (6)
- Orde de la Bandera Roja (3)
- Orde de Suvorov (2 de 1a classe i 1 de 2a classe)
- Orde de Kutuzov (2 de 1a classe)
- Orde de Bogdan Khmelnitski (2 de 1a classe)
- Orde del Servei a la Pàtria a les Forces Armades de 3a classe
- Medalla del Centenari de Lenin
- Medalla de la defensa del Caucas
- Medalla de la victòria sobre Alemanya en la Gran Guerra Patriòtica 1941-1945
- Medalla del 20è Aniversari de la Victòria en la Gran Guerra Patriòtica
- Medalla del 30è Aniversari de la Victòria en la Gran Guerra Patriòtica
- Medalla per la Conquesta de Berlín
- Medalla del 20è Aniversari de l'Exèrcit Roig
- Medalla del 30è Aniversari de l'Exèrcit i l'Armada Soviètics
- Medalla del 40è Aniversari de les Forces Armades Soviètiques
- Medalla del 50è Aniversari de les Forces Armades Soviètiques
- Heroi de la República Socialista de Txecoslovàquia
- Orde de Klement Gottwald (Txecoslovàquia)
- Gran Creu de l'Orde Virtuti Militari (República Popular de Polònia)
- Creu de Grunwald (República Popular de Polònia)

A més, al seu poble natal s'instal·là un bust de bronze com a doble Heroi de la Unió Soviètica; l'Acadèmia Naval Soviètica rebé el seu nom (actualment s'anomena Acadèmia Naval Almirall Kuznetsov), i hi ha carrers amb el seu nom a Kíev, Slavianska i Rovenky (a Moscou va haver una avinguda amb el seu nom, actualment incorporada a l'avinguda Kutuzov). A més, a la seu del Districte Militar de Kíev hi ha una placa en memòria seva.